# 东突厥斯坦信息中心
东突厥斯坦信息中心（拉丁维文： (STI)），又称“东突厥斯坦新闻信息中心”，“东突信息联络中心”或简称“东突信息中心”。由旅居德国的部分中国新疆籍维吾尔族人于1996年6月在德国慕尼黑建立，其创始人、第一任主席为阿不都吉力力·卡拉卡西。该中心主要宣传各种东突独立运动思想。

## 简介
1996年6月，该中心由旅居德国的部分中国新疆籍维吾尔族人在德国慕尼黑建立。创始人、第一任主席为新疆墨玉县人阿不都吉力力·卡拉卡西。该中心的主要人员分成两部分：第一部分是记者、发行人等工作人员，据称该组织总部有30名工作人员（其中8人是专聘人员），另聘40余名分布在全球18个国家的记者、发行人。第二部分是在中国境内外发展的“秘密新闻提供者”，其中包括被中国通缉的在逃刑事犯罪人员及在中国境外接受训练的“东突”恐怖分子。
阿不都吉力力·卡拉卡西建立了该中心的网站，并雇佣员工、为“秘密新闻提供者”提供经费。他通过多种渠道筹集资金。1999年10月16日，第二届东突厥斯坦民族代表大会第一次会议授权他可以用该代表大会的名义筹集资金。另外，土耳其、沙特阿拉伯的新疆籍维吾尔族商人以及东突组织定期捐助该中心。有的在中国境外经商的新疆维吾尔族商人也向该中心捐款。东突解放组织也向该中心提供资金。
该中心主席阿不都吉力力·卡拉卡西出任了世界维吾尔青年代表大会副主席。1998年后，阿不都吉力力·卡拉卡西还加入了买买提明·艾孜来提领导的东突解放组织。
在新疆维吾尔自治区成立50周年前夕，2005年9月29日，东突解放组织透过该中心宣称，将开始动用一切手段针对中国政府发动武装战争。2005年10月6日，位于中华人民共和国境内的东突解放组织天山狮子队通过该中心向BBC转交了一份声明，宣布正式向中国政府展开武装破坏活动。
2003年12月15日，中华人民共和国公安部在北京召开新闻发布会，公布第一批“东突”恐怖组织和恐怖分子名单名单，东突厥斯坦新闻信息中心与东突厥斯坦伊斯兰运动、东突厥斯坦解放组织、世界维吾尔青年代表大会一道名列其中。中国政府指出，在该中心发表的《我们的独立是否有希望》、《要么独立要么死亡》等文章中，宣传了宗教极端思想，号召中国境内穆斯林展开“圣战”，针对汉族幼儿园、学校、政府等目标使用投毒、爆炸等手段实施暴力恐怖活动，袭击中国的武装力量，“通过掀起这样的运动高潮达到我们的目的”。该中心通过互联网秘密传授毒剂及爆炸物制法，并策划指挥对中国境内输油管道、天然气管道、铁路等大型民用设施的爆炸等恐怖破坏活动。2003年3月，该中心在中国境内甘肃省兰州市至新疆维吾尔自治区哈密市的兰新铁路上开展爆炸破坏活动。对于中国政府的上述指控，该中心加以否认。
该中心主要使用的維吾爾文類型為拉丁维文（ULY、Uyghur Latin Yëziqi）。

## 歷任主席
1. 阿不都吉力力·卡拉卡西（1996年—）